# Banovac (prezime)
Prezime Banovac je izvedeno od starohrvatskog upravnog naslova ban, što znači upravitelj zemlje.
Što se tiče imenice banovac, ona u hrvatskom jeziku ima više značenja:
- onaj koji je odan banu, banov čovjek
- u povijesnom kontekstu viceban, podban
- pripadnici banske vojske - banovci
- nekadašnji starohrvatski novci

U Hrvatskoj danas živi oko 1000 osoba koje nose prezime Banovac.
Glavno naselje roda Banovac je Grebaštica kod Šibenika. Dakle, Grebaštica je najjače naselje ovoga roda u Republici Hrvatskoj i šire te su tu vrlo brojan i ugledan rod.
Pored Grebaštice, Banovce nalazimo i na:
- Mućkom području (Bračević)
- Bogdanovići (mjesto na unešićko-drniškom području)
- Donji Bitelić (sinjsko područje)
- Sv. Petar u Šumi (Istra)

Bitelić - sinjsko područje
U Biteliću, sinjskom području, Banovci su vezani uz rod Buljana. U Donjem Biteliću, zaselak Gornji Buljani / Vignjište/ postoji jedan dio Buljana koji uz prezime Buljan dodaju i Banovac ili Buljan uz Banovac. Da se radi o Banovcima potvrđuje  Alberghettijev zemljišnik (1725 - 1729)  u kome je u banderiji harambaše Martina Buljana upisan i Petar Banovac s napomenom da je u Bitelić došao iz Šibenika. Najvjerojatnije je Petar Banovac zaslugom kao vojnik dobio zemlju u Biteliću, te se tu nastanio s obitelji.
U katastarskim spisima iz 1832. godine kao posjednik zemalja u Biteliću javlja se Marija Banovac.
Pregledom popisima rođenih, vjenčanih i umrlih župe Bitelić od 1825. godine često se pojavljuje Banovac uz prezime Buljan ili samostalno za osobe iz roda Buljan u Vignjištu / Gornji Buljani / Bitelić.
Danas na tom području živi samo jedna obitelj s prezimenom Banovac.

## Vanjske poveznice
- http://www.nik.hr/info/Vodic/rivijera/grebastica.asp  Arhivirana inačica izvorne stranice od 18. travnja 2010. (Wayback Machine)
- http://www.svpetarusumi.hr/Sela-Prezimena.aspx  Arhivirana inačica izvorne stranice od 19. kolovoza 2010. (Wayback Machine)